# Give 'Em the Boot V
Give 'Em the Boot V è la sesta uscita (compreso Give 'Em the Boot DVD) della serie Give 'Em the Boot, pubblicato nel 2006.

## Tracce
1. Tattoo - Rancid - 2:10
2. Warriors Code - Dropkick Murphys - 2:31
3. Cold Concrete - Time Again - 2:20
4. Swift Silent Deadly - Tiger Army - 2:46
5. Act the Part* - The Unseen - 2:40
6. Crazy - The Slackers - 3:31
7. The Sinner* - Left Alone - 2:52
8. Funky Fire - The Aggrolites - 4:12
9. Crawl Straight Home - HorrorPops - 2:49
10. Another Generation* - Roger Miret and the Disasters - 2:49
11. Widow Maker* - The Heart Attacks - 3:48
12. Pamint De Mort - Mercy Killers - 2:40
13. I'm No Different* - Westbound Train - 4:27
14. The Kids Aren't Quiet On Sharmon Palms - Lars Frederiksen and the Bastards - 2:45
15. I'm A Cunt* - Orange - 2:12
16. Driller Killer - Nekromantix - 2:54
17. Victim Of Hate* - Static Thought - 1:25
18. Day and Night* - Los Difuntos - 3:40

'*' Inediti